# Xã Lower Turkeyfoot, Quận Somerset, Pennsylvania
Xã Lower Turkeyfoot (tiếng Anh: Lower Turkeyfoot Township) là một xã thuộc quận Somerset, tiểu bang Pennsylvania, Hoa Kỳ. Năm 2010, dân số của xã này là 603 người.